# شهرستان لاوینگ (تگزاس)

موقعیت شهرستان در ایالت تگزاس

لاوینگ یکی از شهرستان‌های ایالت تگزاس می‌باشد.
این شهرستان در غرب این ایالت است.
جمعیت این شهرستان در سال ۲۰۱۰ میلادی معادل ۸۲ نفر بود.